# Cherax holthuisi
Cherax holthuisi е вид десетоного от семейство Parastacidae.

## Разпространение
Видът е разпространен в Индонезия.